# اچ‌ام‌اس آدشس (۱۷۸۵)
اچ‌ام‌اس آدشس (۱۷۸۵) (به انگلیسی: HMS Audacious (1785)) یک کشتی بود که طول آن ۱۶۸ فوت (۵۱ متر) بود. این کشتی در سال ۱۷۸۵ ساخته شد.